# Wojciech Ratyński
Wojciech Ratyński (ur. 9 kwietnia 1932, zm. 17 listopada 2007) – polski fizyk jądrowy, profesor doktor habilitowany, wynalazca, autor wielu publikacji naukowych z zakresu fizyki jądrowej, wykładowca, tłumacz podręczników akademickich, dyrektor Instytutu Problemów Jądrowych w Świerku.

## Życiorys

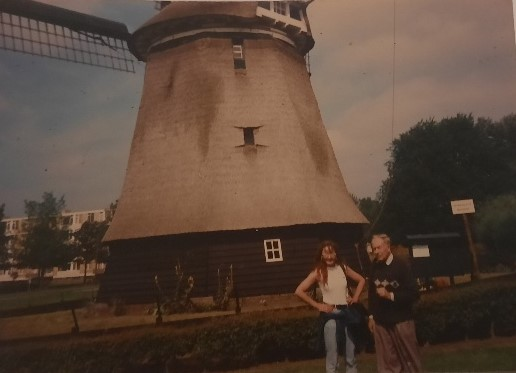
Wojciech Ratyński z córką Katarzyną, Holandia, 1996.

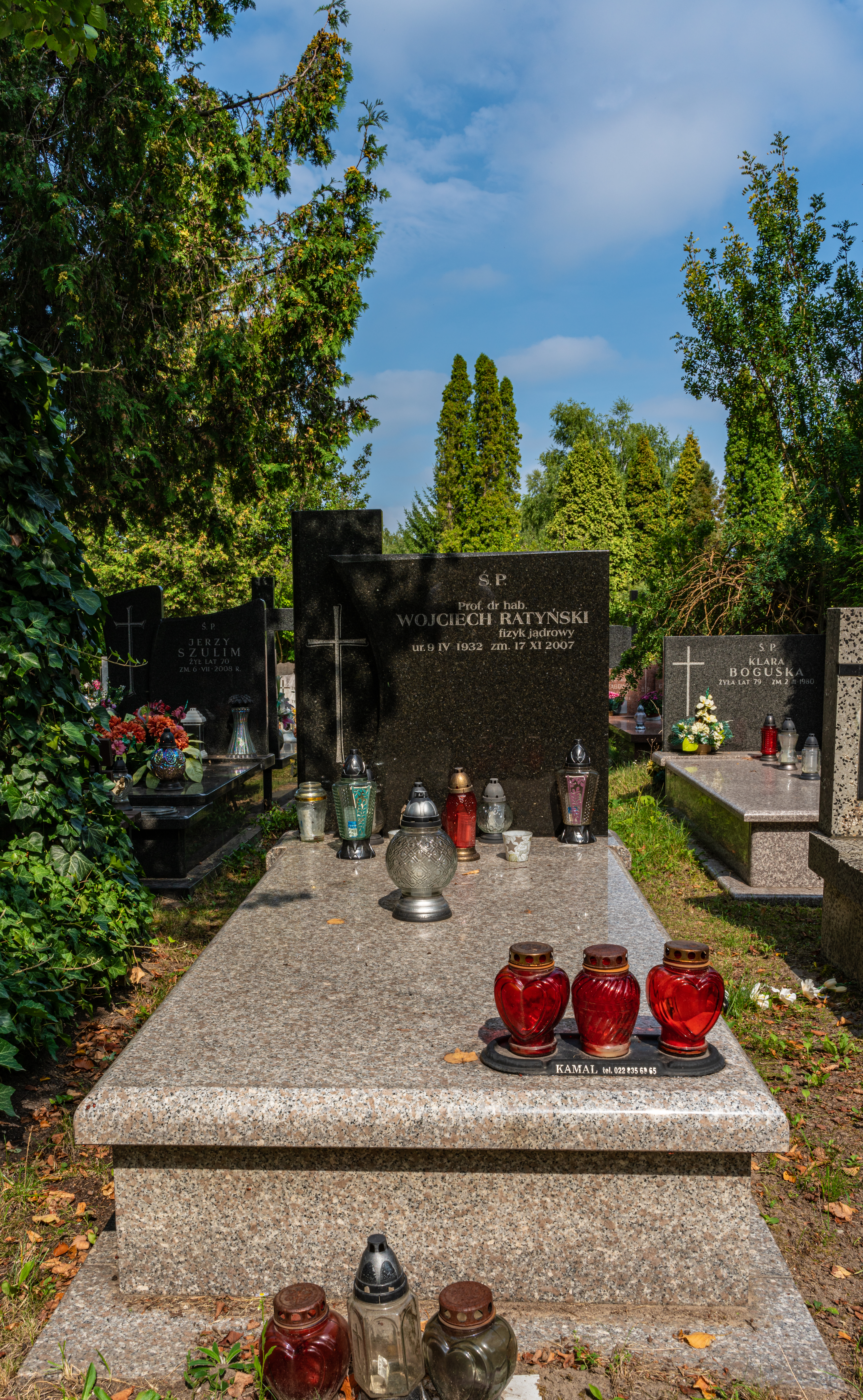
Grób Wojciecha Ratyńskiego na cmentarzu Komunalnym Północnym w Warszawie

Wojciech Ratyński urodził się w Ratyńcu Starym (obecna nazwa: Stary Ratyniec). Pochodził z rodziny szlacheckiej. Jego ojciec, Feliks Ratyński, był reemigrantem z USA, który powrócił do Polski w latach 20.
Wojciech Ratyński był absolwentem Liceum Ogólnokształcącego im. Hetmana Stanisława Żółkiewskiego w Siedlcach, a następnie Wydziału Fizyki Uniwersytetu Warszawskiego (1955). Z chwilą utworzenia Instytutu Badań Jądrowych w Świerku został jego pracownikiem naukowym. Był współautorem kilku wynalazków, które znalazły zastosowanie w przemyśle, w medycynie, a także w rolnictwie. M. in. w 1973 roku otrzymał odznakę Mistrza Techniki Polskiej za opracowanie - w zespole kierowanym przez Józefa Janiczka  z IBJ - "Metody i aparatury do ekspresowego oznaczania zawartości miedzi w rudach, wsadzie flotacyjnym oraz produktach procesu flotacji przy pomocy betatronowej analizy aktywacyjnej". Z aparatury tej Kombinat Górniczo-Hutniczy Miedzi w Lubinie korzystał z powodzeniem aż do końca lat 90., kiedy to zastąpiły ją nowsze urządzenia, wykorzystujące metodę rentgenowskiej analizy fluorescencyjnej. 
W latach 1987–1996 pełnił funkcję dyrektora powstałego w 1982 roku w Świerku Instytutu Problemów Jądrowych. W ramach realizowanych od początku lat 60. licznych międzynarodowych przedsięwzięć naukowych w dziedzinie pokojowego wykorzystania energii jądrowej współpracował również z wieloma ośrodkami naukowo-badawczymi w Europie i USA, m.in. jako członek duńsko-holendersko-polsko-czeskiej grupy badawczej, do której został zaproszony przez dwóch laureatów Nagrody Nobla, Aghe Bohra i Benjamina Motelsona, pracował w Risø Research Establishment założonym przez Nielsa Bohra pod Roskilde w Danii, RCN Petten w Holandii, Institut Laue-Langevin w Grenoble we Francji, a także w Centrum Badań Jądrowych w Karlsruhe, RFN, Zjednoczonym Instytucie Badań Jądrowych w Dubnej w Związku Radzieckim i Oak Ridge National Laboratory w Tennessee, USA. W 1989 otrzymał tytuł profesora zwyczajnego nauk fizycznych.

## Wybrane prace naukowe
K. Abrahams, W. Ratyński et al., Parity Non-Conserving Internucleon Potential Studied by the (n, gamma) Reaction. In: Nuclear Structure Study with Neutrons, North Holland Publishing Co., Amsterdam, 1966, p. 511;
S. Raman, W. Ratyński, 36S(n, gamma) 37S Reaction with Thermal Neutrons and Decay of 37S to Levels in 37Cl, Physical Review, C30, 26 (1984);
W. Ratyński, F. Kaepeller, Neutron Capture Cross Section of 197Au: A Standard for Stellar Nucleosynthesis, Physical Review, C37, 585 (1988);
M. C. Moxon, J. A. Harvey, S. Raman, J. E. Lynn, W. Ratyński, Neutron Resonance Parameters and Thermal-Neutron Capture by 40Ca, Physical Review, C48, 553 (1993).
Łączna liczba opublikowanych prac naukowych: ok. 40.

## Wybrane tłumaczenia
- Fizyka dla studentów nauk przyrodniczych i technicznych. T. 1 R. Resnick, D. Halliday (Państ. Wyd. Naukowe, Warszawa, 1980 r., ISBN 83-01-00987-X) tłum. Teresa Butler, Lech Kaniowski i Wojciech Ratyński.
- Fizyka dla studentów nauk przyrodniczych i technicznych. T. 2 R. Resnick, D. Halliday (Państ. Wyd. Naukowe, Warszawa, 1980 r., ISBN 83-01-00987-X) tłum. Teresa Butler- Kaniowska i Wojciech Ratyński
- Podstawy fizyki. T. 1 Robert Resnick, David Halliday (Wydawnictwo Naukowe PWN, Warszawa, 1993) tłum. Teresa Butler- Kaniowska i Wojciech Ratyński[5]